# NGC 4608
NGC 4608 (również PGC 42545 lub UGC 7842) – galaktyka soczewkowata (SB0), znajdująca się w gwiazdozbiorze Panny. Odkrył ją William Herschel 15 marca 1784 roku. Należy do Gromady w Pannie.